# Ephedrus srinagarensis
Ephedrus srinagarensis är en stekelart som beskrevs av Jaroslav Stary och Bhagat 1978. Ephedrus srinagarensis ingår i släktet Ephedrus och familjen bracksteklar. Inga underarter finns listade i Catalogue of Life.